# Kawanishi K-1
El Kawanishi K-1 fue un avión japonés, el primero producido por la compañía Kawanishi. Se trataba de un biplano con capacidad para dos tripulantes y una carga de correo.

## Historia y desarrollo
El K-1 no solo fue el primer aparato desarrollado por Kawanishi, sino también el primero en obtener la certificación de aeronavegabilidad expedida en Japón, proceso que se inició el 11 de mayo de 1921.
La configuración del aparato era de biplano, con montantes rectos entre los planos. El morro tenía una aerodinámica con forma cónica, aunque el radiador del motor estadounidense Hall-Scott de 6 cilindros en línea se ubicaba por completo sobre el fuselaje. La tripulación era de dos miembros, que se sentaban en dos cabinas abiertas situadas en tándem.
El K-1 había sido diseñado siguiendo las líneas marcadas por la compañía estadounidense L-W-F, por lo que se trataba de un diseño moderno. Consiguió ganar el primer premio en la competición de distancia en el concurso anual organizado por la Asociación Imperial de Vuelo, quedando en segundo lugar en la categoría de velocidad. Pese a ello no se consiguió despertar interés para emplearlo como avión correo, por lo que finalmente quedó relegado a vuelos de prueba desde la factoría de Kawanishi.
A lo largo de su corta vida operativa, el K-1 experimentó algunos cambios, como un incremento en el tamaño del timón de dirección para incrementar la estabilidad direccional, y la sustitución del motor Hall-Scott por un Daimler fabricado en Alemania, también de 6 cilindros en línea aunque de menor potencia.

## Especificaciones (con motor Daimler)
Referencia datos: Japanese Aircraft 1910–1941

### Características generales
- Tripulación: 2
- Longitud: 7,5 m
- Envergadura: 10 m
- Altura: 2,55 m
- Superficie alar: 28,5 m²
- Peso vacío: 775 kg
- Peso cargado: 1159 kg
- Planta motriz: 1× motor en línea de 6 cilindros Daimler Motoren Gesellschaft.
  - Potencia: 180-200 hp

### Rendimiento
- Velocidad máxima operativa (Vno): 200 km/h
- Alcance: km
- Radio de acción: km
- Alcance en combate: km
- Alcance en ferry: km
- Techo de vuelo: 6000 m

### Aeronaves similares
- Alliance A-1 Argo
- de Havilland DH.37

### Secuencias de designación
K-1 • K-2 • K-3 →